# نیکولای گتمن
نیکولای گتمن (روسی: Николай Гетман؛ ۲۳ دسامبر ۱۹۱۷ – ۲۹ اوت ۲۰۰۴) نقاش اهل روسیه بود.